# Raul Tabajara
Raul Tabajara (Jaboticabal, 20 de setembro de 1918 — São Paulo, 16 de abril de 1978) foi um radialista e locutor esportivo brasileiro. Era filho da atriz Violeta Ferraz, da Atlântida Cinematográfica.

## Biografia
Fez todos os seus estudos na cidade de Jaboticabal do interior paulista.
Iniciou sua carreira na rádio PRA-7 de Ribeirão Preto com vinte e um anos de idade, onde recebeu seu primeiro nome Raul e mais tarde registrou-o.
Em 1950, o jornalista entrou para a Rádio Pan-Americana onde foi locutor e repórter.
Em 1952, transferiu-se para a Rádio Record.
Em 1953 era locutor da TV Record (Rede Record), canal 7 de São Paulo
Em 18 de setembro de 1955 foi realizada a primeira transmissão externa de um jogo de futebol. A partida foi jogada na Vila Belmiro, em Santos, entre Santos 3 versus Palmeiras 1.
Recebeu por sete vezes consecutivas o Troféu Roquette Pinto, concedido pela TV Record na década de 1960 e na década de 1970 aos melhores do rádio e da TV.
Em 1963, foi eleito pelo MTR, vereador por São Paulo. O partido termina em 1966, quando Tabajara migrou-se para a ARENA.
No dia 18 de abril de 1978, enquanto se vestia para ir ao enterro do amigo Vicente Leporace, morreu de enfarte do miocárdio.

## Homenagens
Em 15 de novembro de 1978 foi inaugurado o Centro Esportivo Raul Tabajara na Barra Funda. Além de dar nome a ruas em São Paulo, Embu das Artes e Taboão da Serra também é nome de Creche em São Paulo.

## Programas
- Tardes Esportivas - (programa dominical apresentado à tarde sobre futebol) onde era feito também o Mesa Redonda com Geraldo José de Almeida, estreou em 1954. A TV Record foi líder nos anos 50 e começo dos anos 60 nas transmissões esportivas.
- Os Reis do Ringue - (sábados à noite) as lutas aconteciam na avenida Aratãs, no bairro do Aeroporto, em São Paulo.
- Desafio ao Galo - (programa dominical) apresentando os times de futebol mais tradicionais de várzea.